# Apillapampa
Apillapampa (Aymara: „Oka-Ebene“) ist eine Ortschaft im Departamento Cochabamba im südamerikanischen Anden-Staat Bolivien.

## Lage im Nahraum
Apillapampa ist die drittgrößte Ortschaft des Municipios Capinota in der Provinz Capinota. Die Ortschaft liegt auf einer Höhe von 3326 m auf einer Hochebene etwa zehn Kilometer südöstlich des Río Arque, der einer der Quellflüsse des bolivianischen Río Grande ist. Westlich der Ortschaft erstreckt sich ein nord-südlich verlaufender Gebirgskamm, der hier eine Höhe von über 3800 m erreicht.

## Geographie
Apillapampa liegt in der bolivianischen Cordillera Central im Übergangsbereich zum bolivianischen Tiefland.
Die mittlere Durchschnittstemperatur der Region liegt bei etwa 14 °C (siehe Klimadiagramm Apillapampa) und schwankt nur unwesentlich zwischen gut 10 °C im Juni und Juli und knapp 17 °C im November und Dezember. Der Jahresniederschlag beträgt etwa 550 mm, bei einer ausgeprägten Trockenzeit von Mai bis September mit Monatsniederschlägen unter 10 mm, und einer Feuchtezeit von Dezember bis Februar mit bis zu 140 mm Monatsniederschlag.

## Verkehrsnetz
Apillapampa liegt in südlicher Richtung 95 Straßenkilometer entfernt von Cochabamba, der Hauptstadt des Departamentos.
Von Cochabamba aus führt die asphaltierte Nationalstraße Ruta 4 in westliche Richtung in Richtung chilenische Grenze. In einer Entfernung von 37 Kilometern von Cochabamba zweigt bei Parotani eine unbefestigte Landstraße in südöstlicher Richtung ab und erreicht nach 30 Kilometern die Stadt Capinota. Drei Kilometer südlich von Capinota zweigt eine weitere Landstraße nach Süden ab, überquert den Río Arque und führt weiter zu der Ortschaft Apillapampa und weiter nach San Pedro de Buena Vista.

## Bevölkerung
Die Einwohnerzahl der Ortschaft ist im vergangenen Jahrzehnt leicht zurückgegangen:
| Jahr | Einwohner   | Quelle       |
| ---- | ----------- | ------------ |
| 1992 | keine Daten | Volkszählung |
| 2001 | 1318        | Volkszählung |
| 2012 | 1180        | Volkszählung |
| 2024 |             | Volkszählung |

Die Region weist einen hohen Anteil an Quechua-Bevölkerung auf, im Municipio Capinota sprechen 90,9 Prozent der Bevölkerung Quechua.